# Coenonympha arcania
Coenonympha arcania é uma espécie de insetos lepidópteros, mais especificamente de borboletas pertencente à família Nymphalidae.
A autoridade científica da espécie é Linnaeus, tendo sido descrita no ano de 1761.
Trata-se de uma espécie presente no território português.

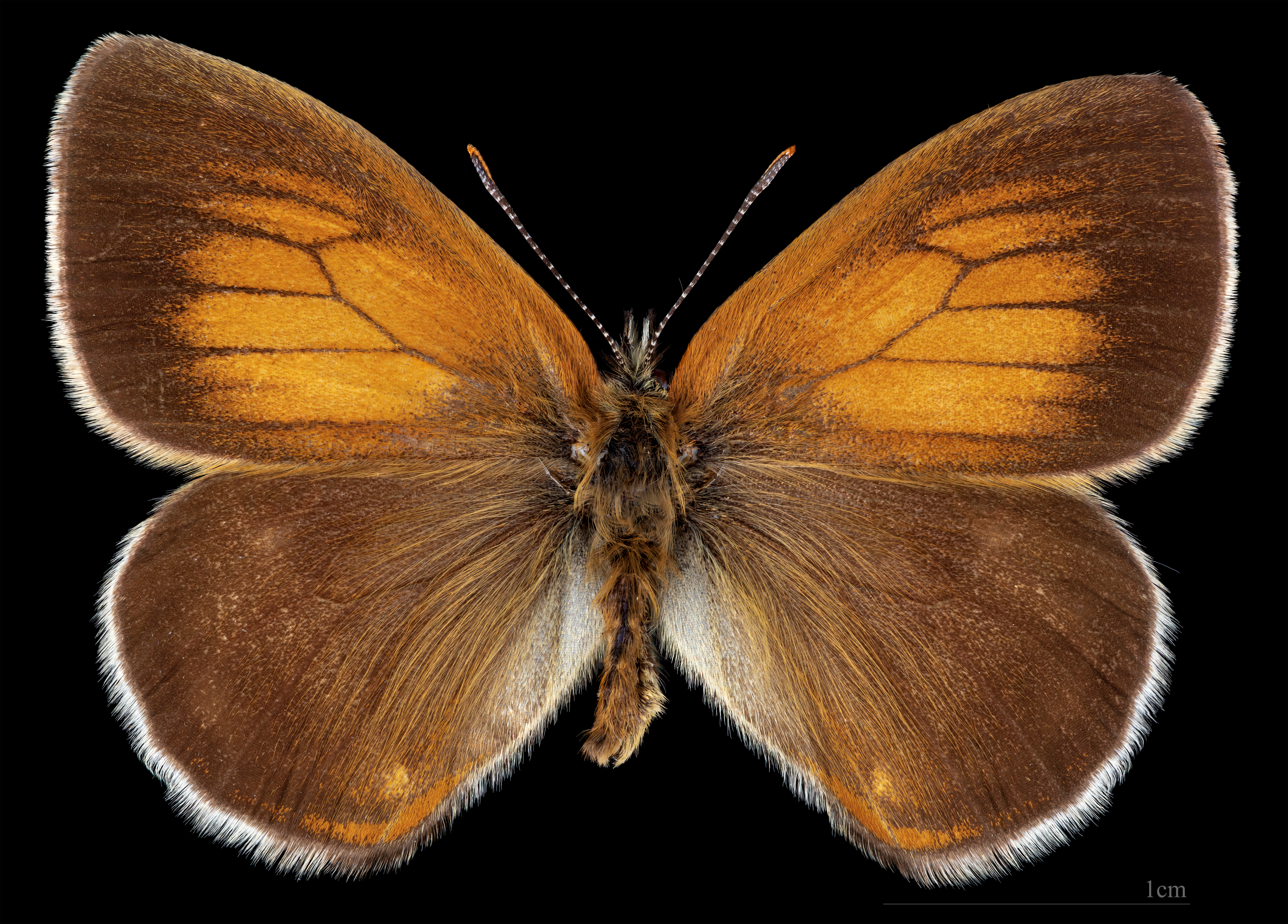
Coenonympha arcania ♂
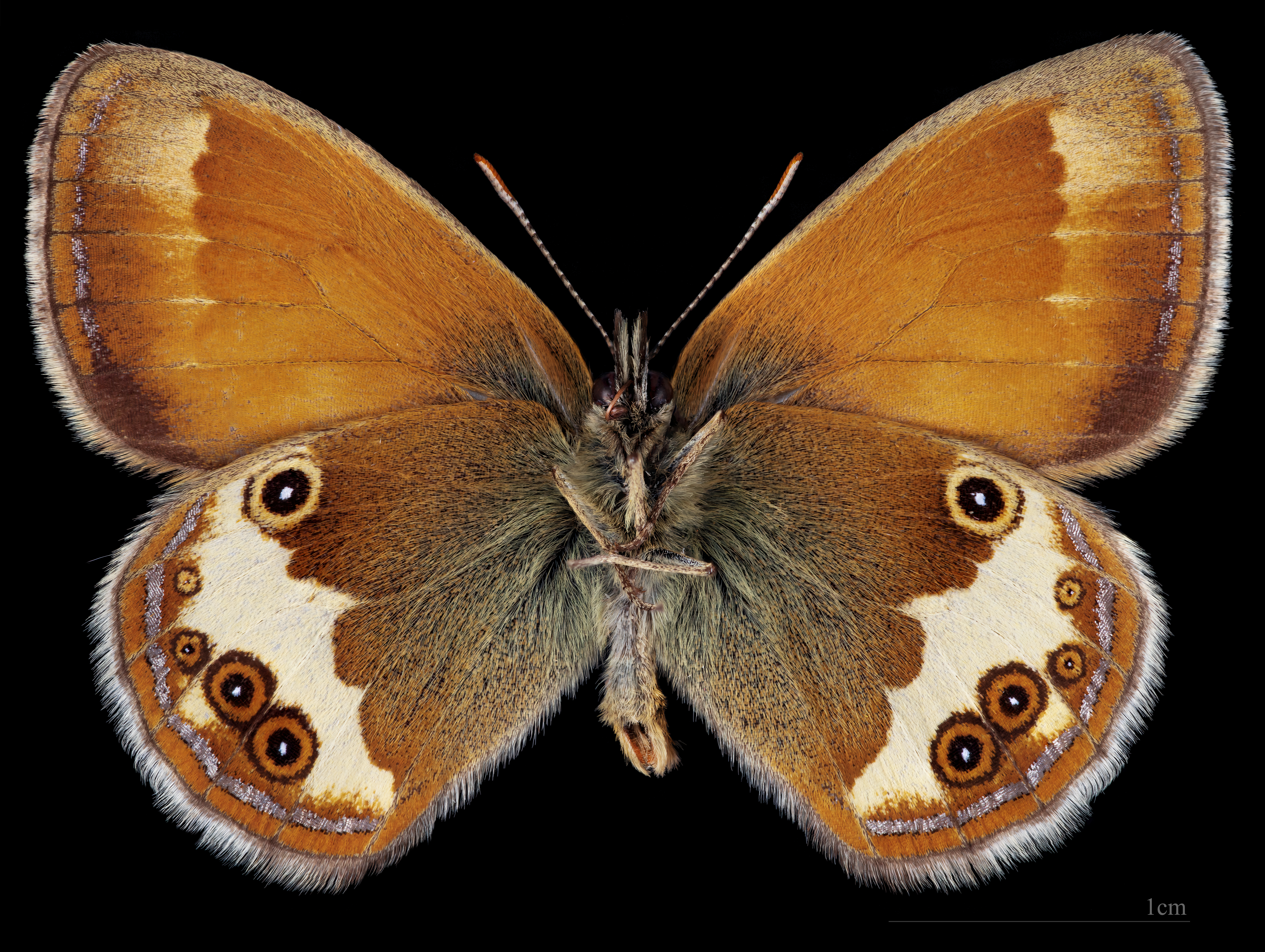
Coenonympha arcania ♂  △
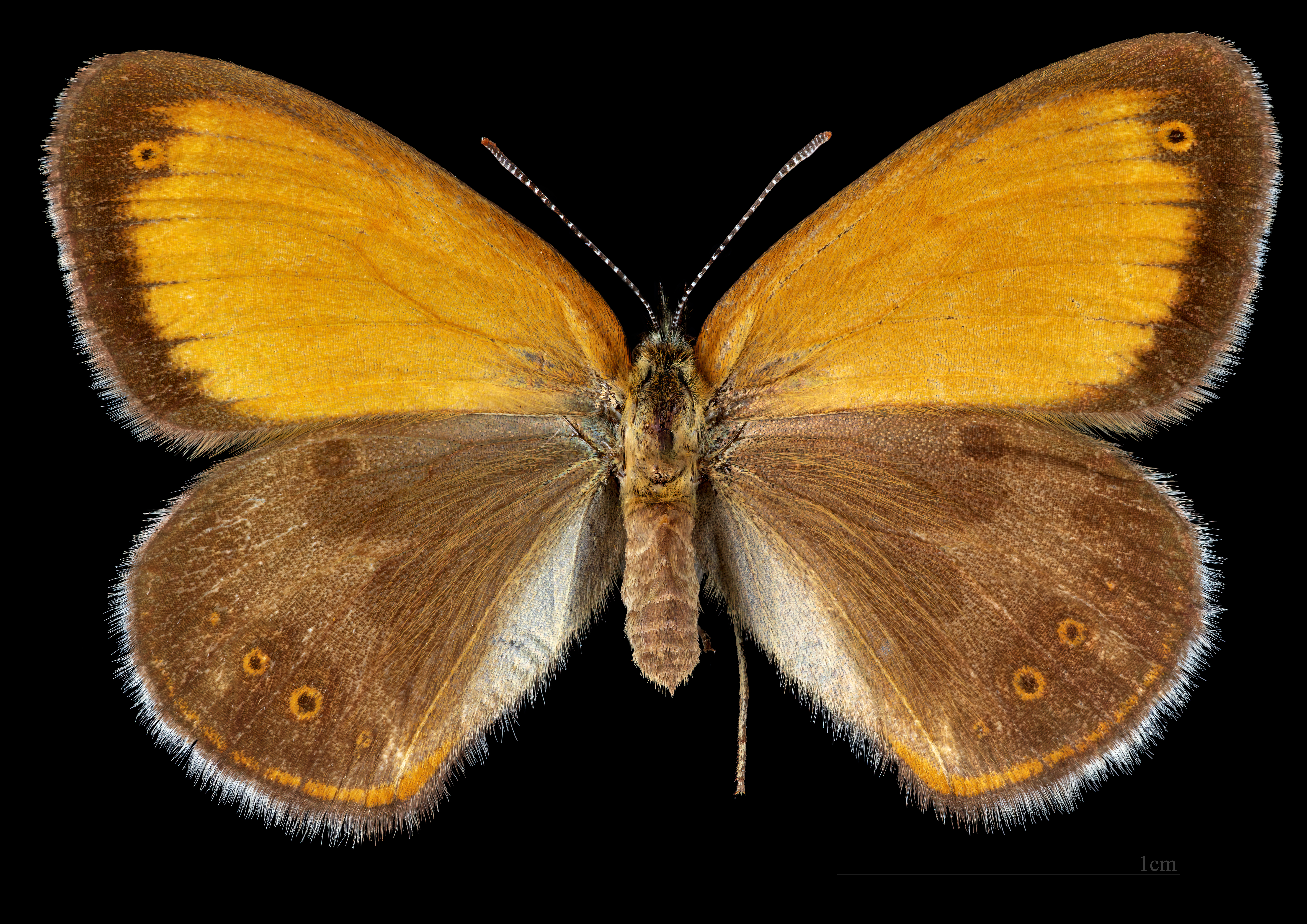
Coenonympha arcania ♀
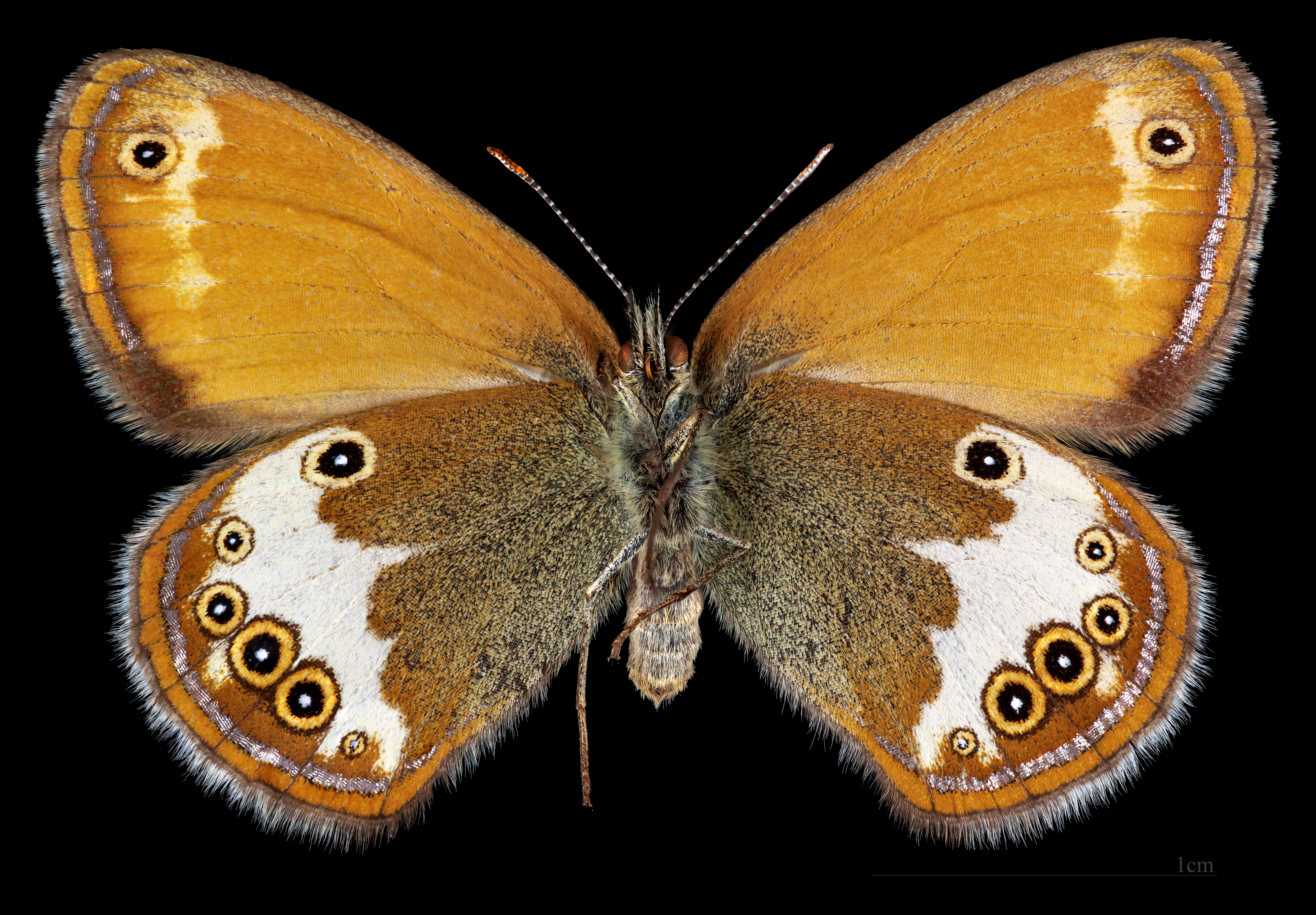
Coenonympha arcania ♀  △